# Dorfkirche Hosena

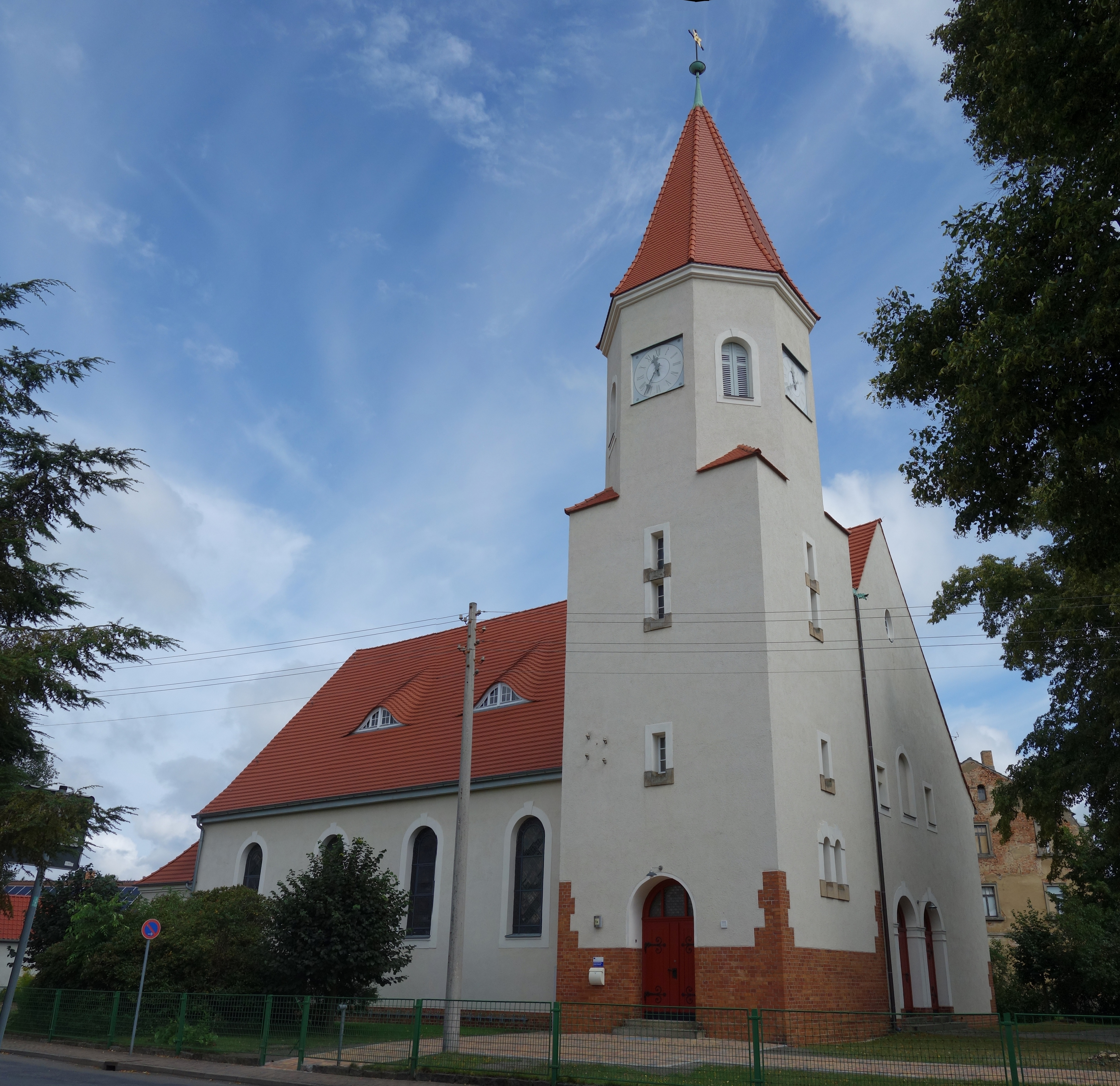
Dorfkirche Hosena (2016)

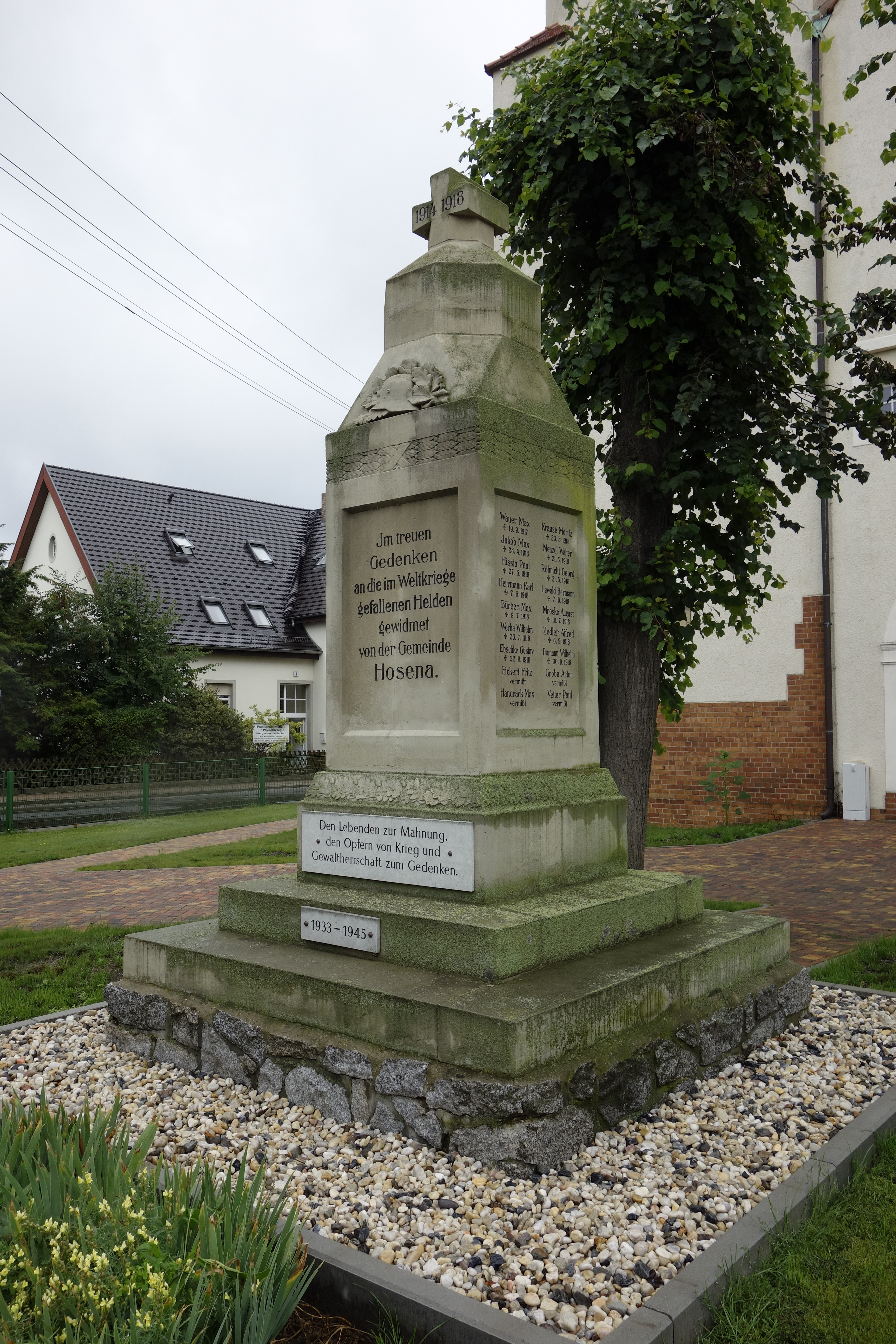
Gefallenendenkmal vor der Kirche (2017)

Die Dorfkirche Hosena ist das Kirchengebäude in dem Dorf Hosena im Landkreis Oberspreewald-Lausitz im Süden des Landes Brandenburg. Das Gebäude gehört der evangelischen Kirchengemeinde Hosena im Kirchenkreis Schlesische Oberlausitz, der Teil der Evangelischen Kirche Berlin-Brandenburg-schlesische Oberlausitz ist. Die Kirche steht unter Denkmalschutz.

## Architektur und Geschichte
Die Grundsteinlegung für den Bau der Hosenaer Kirche fand am 4. Juli 1912 statt. Planung und Bau erfolgten unter der Leitung des Architekten Georg Suchy aus Ruhland, am 14. September 1913 wurde das Gebäude eingeweiht. Vor dem Kirchbau gehörte Hosena erst zur Kirchengemeinde Lauta und ab 1912 zur Kirchengemeinde Ruhland. Die Kirche ist ein im Heimatstil errichteter zweischiffiger Rechteckbau aus Ziegeln mit einem asymmetrisch an der südlichen Gebäudeecke angeordneten Turm. Der Hauptzugang zum Kirchenschiff erfolgt über den Eingang im Turm. Das Mittelschiff endet mit einem halbrunden Chor, an der Westwand befindet sich die Orgelempore.  Das Schiff ist mit einem Tonnengewölbe überdacht.
Die Orgel stammt aus der Bauzeit der Kirche, sie wurde von der Orgelbauwerkstatt Schlag & Söhne aus Schweidnitz gebaut. Im September 1914 wurde das Pfarrhaus neben der Kirche fertig gestellt. Während des Ersten Weltkrieges wurden die beiden Kirchenglocken beschlagnahmt und zugunsten der Waffenproduktion eingeschmolzen. 1924 erhielt die Hosenaer Kirche neue Glocken, die jedoch während des Zweiten Weltkrieges wieder abgebaut werden mussten. In den 1980er-Jahren wurde die Dorfkirche Hosena saniert. Die Orgel der Kirche ist seit 2006 nicht mehr spielbar. Zum hundertjährigen Bestehen der Kirchengemeinde Hosena im Jahr 2013 erfolgte eine erneute Sanierung des Kirchenbaus.
Die Kirchengemeinde Hosena gehörte ursprünglich zum Kirchenkreis Hoyerswerda in der Evangelischen Landeskirche der älteren Provinzen Preußens. Nach deren Zerfall ab 1945 wurde der Kirchenkreis zunächst durch die Evangelische Kirche von Berlin-Brandenburg träuhänderisch verwaltet, ab dem 1. Mai 1947 war das Gebiet Teil der Landeskirche Evangelische Kirche von Schlesien (später Evangelische Kirche der schlesischen Oberlausitz). Letztere wurde am 1. Januar 2004 Teil der Evangelischen Kirche Berlin-Brandenburg-schlesische Oberlausitz. Der Kirchenkreis Hoyerswerda wurde 2014 aufgelöst, seitdem gehört die Kirchengemeinde Hosena zum Kirchenkreis Schlesische Oberlausitz.